# الوادي المر
الوادي المُرّ (بالقشتالية: Valdemoro) هي بلدية ومدينة في منطقة الحكم الذاتي وتقع في منطقة مدريد في وسط إسبانيا. تبلغ مساحة هذه المدينة 64.2 (كم²)، ويبلغ عدد سكانها 65922 نسمة حسب إحصاء سنة 2010 مـ.

## توأمة
اتفاقيات توأمة مع كل من:
- غودولو
- الزوك

## وصلات خارجية
- الموقع الرسمي